# Странные истории профессора Зарби
Странные истории профессора Зарби (фр. Les Histoires bizarres du professeur Zarbi) — анимационный телесериал для взрослых. Состоит из 22 эпизодов по 22 минуты. Режиссёр сериала Мишель Боде, который также озвучивал в нём роли, создал его на волне успеха предыдущего сериала «Чокнутые головы» (Têtes à slaques), и действие обоих сериалов происходит в тех же городках Квебека. Сериал транслировался с осени 2019 года по ночам на канале Télétoon. Также все серии доступны на канале Youtube.
Герои сериала — профессор Зарби (специалист по паранормальным явлениям, который стремится разрешать конфликты между миром людей и сверхъестественными существами) и его верный помощник Бенжамен. Его вмешательства постоянно превращаются в безумные приключения, полные юмора.
Фамилия профессора заимствована из эпизода «Планета-сеть» сериала «Доктор Кто», где Зарби — название инопланетных монстров. с другой стороны, фамилия является игрой слов — слоги в слове фр. bizarre, «странный» переставлены в обратном порядке.